# Donghae
Donghae es una ciudad en la provincia de Gangwon, Corea del Sur. Hay dos grandes puertos: Donghae Harbor y Mukho Harbor. La ciudad está situada en el ferrocarril Yeongdong Line y la Donghae Expressway. Numerosas cuevas se encuentran en la ciudad, como en la vecina Samcheok. Universidad Hanzhong se encuentra aquí.
Donghae se encuentra en la región central de la costa este de Corea en Gangwon-do. Condado Jeongseon al oeste y la ciudad de Gangneung, al norte. Contiene la terminal norte de la Donghae Expressway, y la forma nacional No.37 paso por la ciudad.
La ciudad es principalmente montañoso y cuenta con recursos naturales como el Valle Mureung y hermosas playas. Aquí las montañas de Taebaek encuentran a lo largo de la costa oriental, evitando ríos de cumplir la costa. Sin embargo, en la temporada de lluvias, el flujo de agua espontánea es posible.

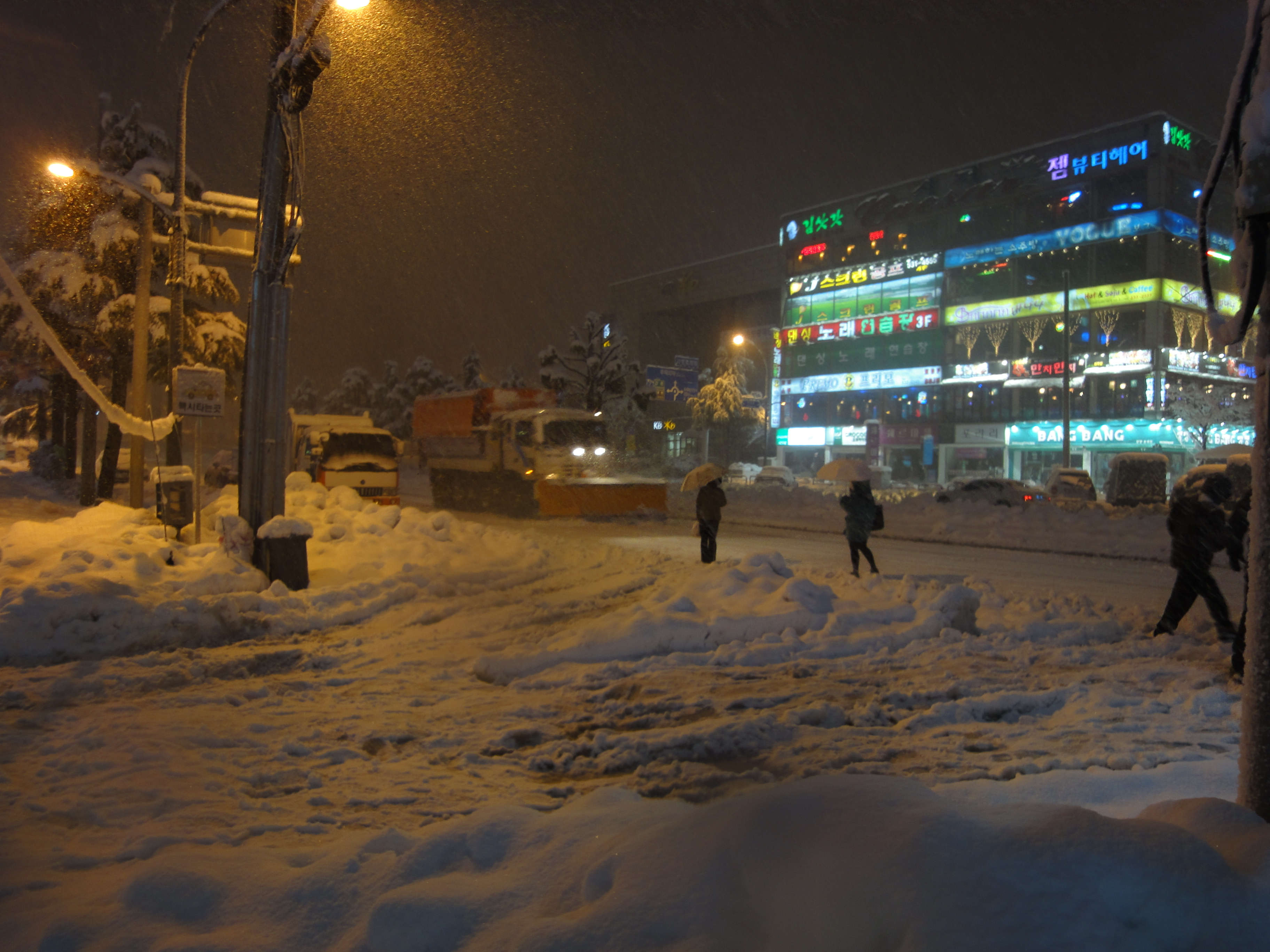
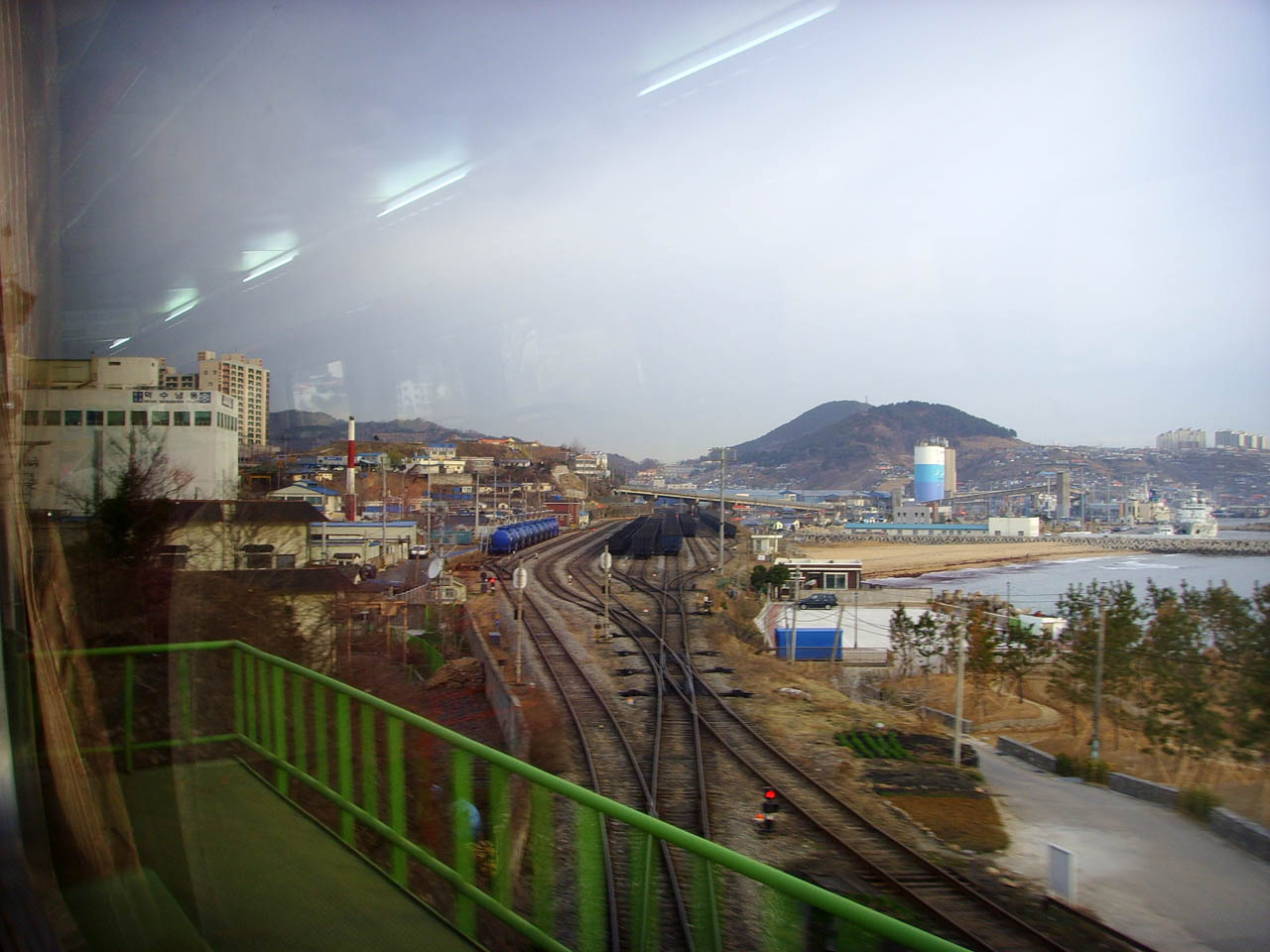
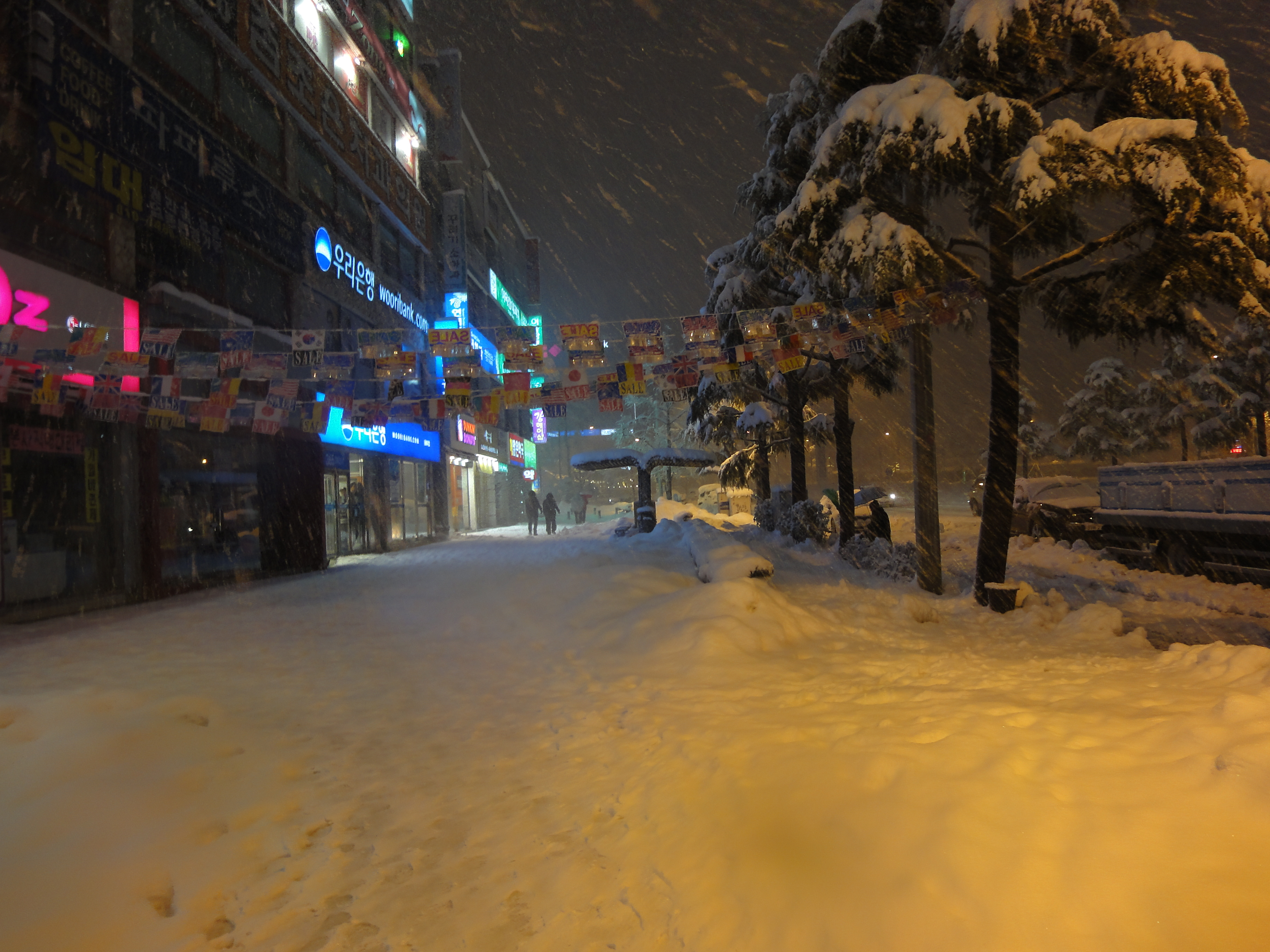

## Turismo
- Puerto Mukho
- Mureung Valle
- Cuevas Cheongok
- La Playa de Mangsang
- Pueblo Yakcheon
- Samhwa templo